# RTOP-401 Rade Končar
RTOP-401 Rade Končar bila je raketna topovnjača klase Končar. Izgrađena je 1977. za potrebe jugoslavenske ratne mornarice.
Raspadom SFRJ odvezen je u Crnu Goru gdje je služio u mornaricama SR Jugoslavije, Srbije i Crne Gore te naposljetku Crne Gore. Iz operativne uporabe povučen je 2006. i ponuđen na prodaju.